# Blanca Inés Macías
Blanca Inés Macías Monsalve conocida como «Rosarito de Colombia» (San Jerónimo, 6 de diciembre de 1949) es una torera colombiana.

## Biografía
Se inició en la profesión a los catorce años. Tomó la alternativa en la plaza de la Macarena de Medellín, cortando dos orejas. Durante la década de los setenta llega a España y se instala en Sevilla.
A principios de los setenta, de la mano de Manuel Lozano Sevilla, hace pareja con la catalana Alicia Tomás. La exótica belleza de Rosarito de Colombia y el pasado de actriz y vedette de Alicia Tomás hicieron correr ríos de tinta y llenaron portadas de la prensa rosa. En 1974 hicieron correr el rumor de que iban a montar una becerrada en el hall del Hotel Melía de Madrid el día 28 de noviembre. Pese a la gran expectación, finalmente no se celebró.
En 1976, el empresario Paco Rodríguez, formó una cuadrilla de mujeres toreras con las conocidas La Algabeña, Alicia Tomás, Rosarito de Colombia, Mari Fortes y Lola Maya.
Tras torear en plazas importantes como Bilbao (13 de octubre de 1974) primera mujer en torera en esta plaza tras levantarse la prohibición de torear a las mujeres; en Salamanca, Pamplona y Madrid, se viste por última vez de luces el 25 de julio de 1981 en Las Ventas. Entre 1974 y 1982 toreó una media de 26 novilladas por temporada.

## Aceptación popular
Considerada de las pioneras del toreo femenino a pie y a caballo junto a Juana Cruz o Morenita del Quindío, su exótica belleza llamaba la atención del público más que sus cualidades taurinas.
Tras su debut en Colombia, su vida taurina en España estuvo marcada por un verdadero acoso para evitar que toreara, incluso con amenazas telefónicas nocturnas. Finalmente dejó el mundo del toreo resentida con el machismo que sufrió. También se argumenta que su alianza con las toreras folclóricas —como Alicia Tomás— fue lo que fomentó que el público empezara a descalificar la presencia femenina en los ruedos.